# Perovskiet

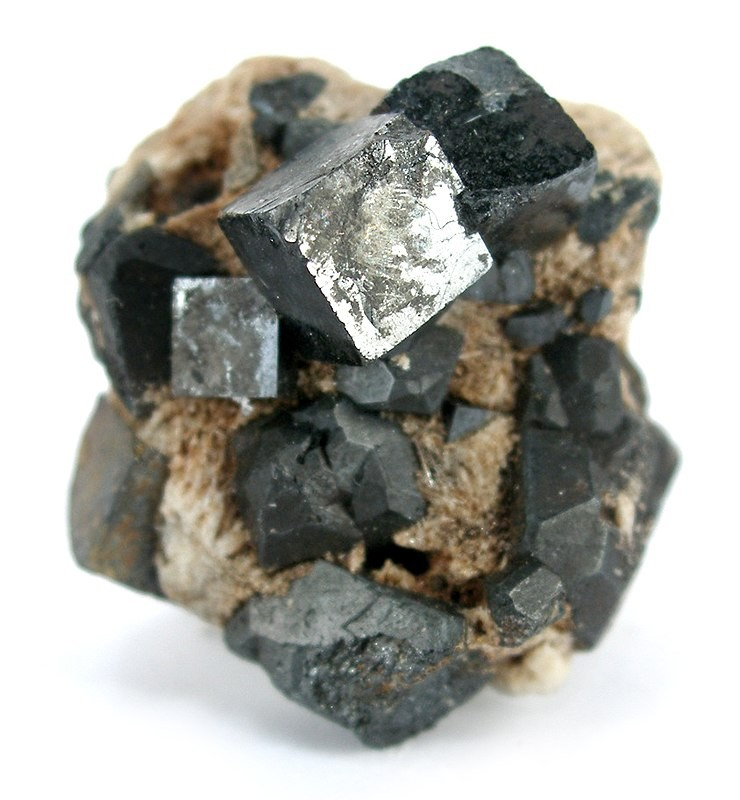

Het mineraal perovskiet is een calcium-titanium-oxide met de chemische formule CaTiO3.

## Eigenschappen
Het zwarte, roodbruine of gele perovskiet heeft een metallische glans en een grijswitte streepkleur. Het kristalstelsel is orthorombisch en de splijting is goed volgens de kristalvlakken [100], [010] en [001]. De gemiddelde dichtheid is 4 en de hardheid is 5,5. Natuurlijk perovskiet is niet radioactief.

## Naam
Het mineraal perovskiet is voor het eerst beschreven door de Duitse mineraloog Gustav Rose en door hem genoemd naar een Russische collega, L.A. Perovski (1792-1856).

## Voorkomen
Perovskiet komt voor in gesteentes waar ook chloriet, talk en serpentijn voorkomen. In kimberlieten komt perovskiet ook veel voor. De typelocatie is Achmatovsk bij Kussinsk (district Zlato-oesti) in de Oeral, Rusland.